# Aspromonte
Aspromonte és una cadena muntanyosa dels Apenins meridionals, situada al sud de Calàbria, a la província de Reggio Calàbria i limita a l'est amb el Mar Jònic, a l'oest pel Mar Tirrè, al sud de l'Estret de Messina i al nord pel riu Petrace i els rierols de Platì i de Careri.

## Geografia
El pic més alt és el Montalto (1956 m), de formes suaus, format per roques metamòrfiques (gneis i esquists de mica). Gairebé tots els vessants descendeixen de forma escarpada cap al mar, de manera que la línia costanera és molt estreta.
La vegetació és molt rica i variada. A la base de la cadena muntanyosa ens trobam amb la màquia mediterrània. A la banda jònica tenim en general una vegetació xeròfila, formada per gatosa europea i ginesta, que conviu amb el llentiscle (o mata), murta, perera silvestre i, a les zones humides, els tamarius.
Pujant a zones més elevades ens trobam amb boscos que estan formats principalment per roures martinencs i alzines. A la zona mitjana trobam castanyers i pins, que a poc a poc a partir dels 1000 m, amb l'espècie de pi laricio, porten fins a majors altures, on avets i faigs formen la coberta del bosc alt. A la zona costanera predominen els cítrics, vinyes, oliveres i l'horticultura.
A 1.311 m trobam l'estació d'esquí de Gambarie, visitada principalment per turistes de Calàbria i Sicília. Al cor de l'Aspromonte hi ha el poble de San Luca, que alberga el Santuari de la Mare de Déu di Polsi, lloc de culte, que durant els mesos d'estiu, especialment al setembre, es converteix en un destí per al turisme religiós.

## Història
En 1862, Garibaldi va tractar d'arribar a Roma amb 3.000 voluntaris. Però la reacció decidida dels francesos va obligar Urbà Rattazzi a intervenir i a enviar el general Enrico Cialdini per aturar Garibaldi.
El 29 agost 1862, a pocs quilòmetres de Gambarie, va tenir lloc la batalla d'Aspromonte, en el curs de la qual Garibaldi va ser ferit i fet presoner juntament amb els seus seguidors, alguns dels quals van ser afusellats. Garibaldi va ser portat a l'hospital militar Varignano, a prop de La Spezia, per ser atès i, després de la recuperació, se li va permetre tornar a la seva residència de Caprera.
Als afores de la ciutat de Sant'Eufemia d'Aspromonte, on Garibaldi va ser ferit, hi ha un mausoleu amb el seu bust i làpides que ho recorden i s'indica l'arbre que, segons la tradició, és en la qual ell es va inclinar ferit. El Museu del Vittoriano de Roma es conserven les relíquies de l'episodi (i la bala que el va ferir).

## Significat del nom
Contràriament al que es podria pensar, el nom Aspromonte té dues etimologies possibles. A més de l'obvi significat de "muntanya escarpada" que descriuen la seva morfologia, una altra possibilitat és el significat de "Mont Blanc", ja que el terme grecànic aspro significa blanc. De fet, allà es troba l'última comunitat de parlants de llengua grecànica, una llengua antiga que es deriva del grec antic o grec medieval.